# Thonny
Thonny — интегрированная среда разработки для Python, предназначенная для начинающих. Поддерживает различные способы пошагового выполнения кода, пошаговое вычисление выражений, детальную визуализацию стека вызовов и режим объяснения концепций ссылок и кучи.

## Возможности
- Номера строк
- Пошаговое выполнение выражений без точек останова
- Живые переменные во время отладки
- Поэтапное вычисление выражений (выражения заменяются их значениями)
- Отдельные окна для выполнения вызовов функций (для объяснения локальных переменных и стека вызовов)
- Переменные и память могут быть объяснены либо с помощью упрощённой модели (имя → значение), либо с использованием более реалистичной модели (имя → адрес / идентификатор → значение)
- Простой графический интерфейс менеджера пакетов pip
- Возможность регистрировать действия пользователя для воспроизведения или анализа процесса программирования.

## Доступность
Программа работает на Windows, MacOS и Linux. Доступна в виде бинарного пакета, включающего актуальную версию интерпретатора Python, или пакета, устанавливаемого с помощью pip. Thonny можно установить через менеджер пакетов операционной системы на Debian, Raspberry Pi, Ubuntu и Fedora.

## Отзывы
Thonny получила положительные отзывы от сообщества разработчиков Python и образования в области компьютерных наук. Является рекомендованным инструментом в нескольких открытых онлайн-курсах по программированию. С июня 2017 года по умолчанию включена в официальный дистрибутив Raspberry Pi Raspbian.